# Masinisa II
Masinisa II fue un rey de Numidia. Hijo o hermano de Hiarbes, monarca entre el 84 y 82 a. C. que fue ejecutado por su apoyo al popular Gneo Domicio Enobarbo, le sucedió en el trono en concomitancia con Hiempsal (tras la muerte de Gauda el reino estaba dividido). Su territorio iba de Saldae a Collo. Fue partidario de Cneo Pompeyo Magno, muriendo tras la batalla de Tapso en el 46 a. C. Fue padre de Arabión.